# Svart arkitektur

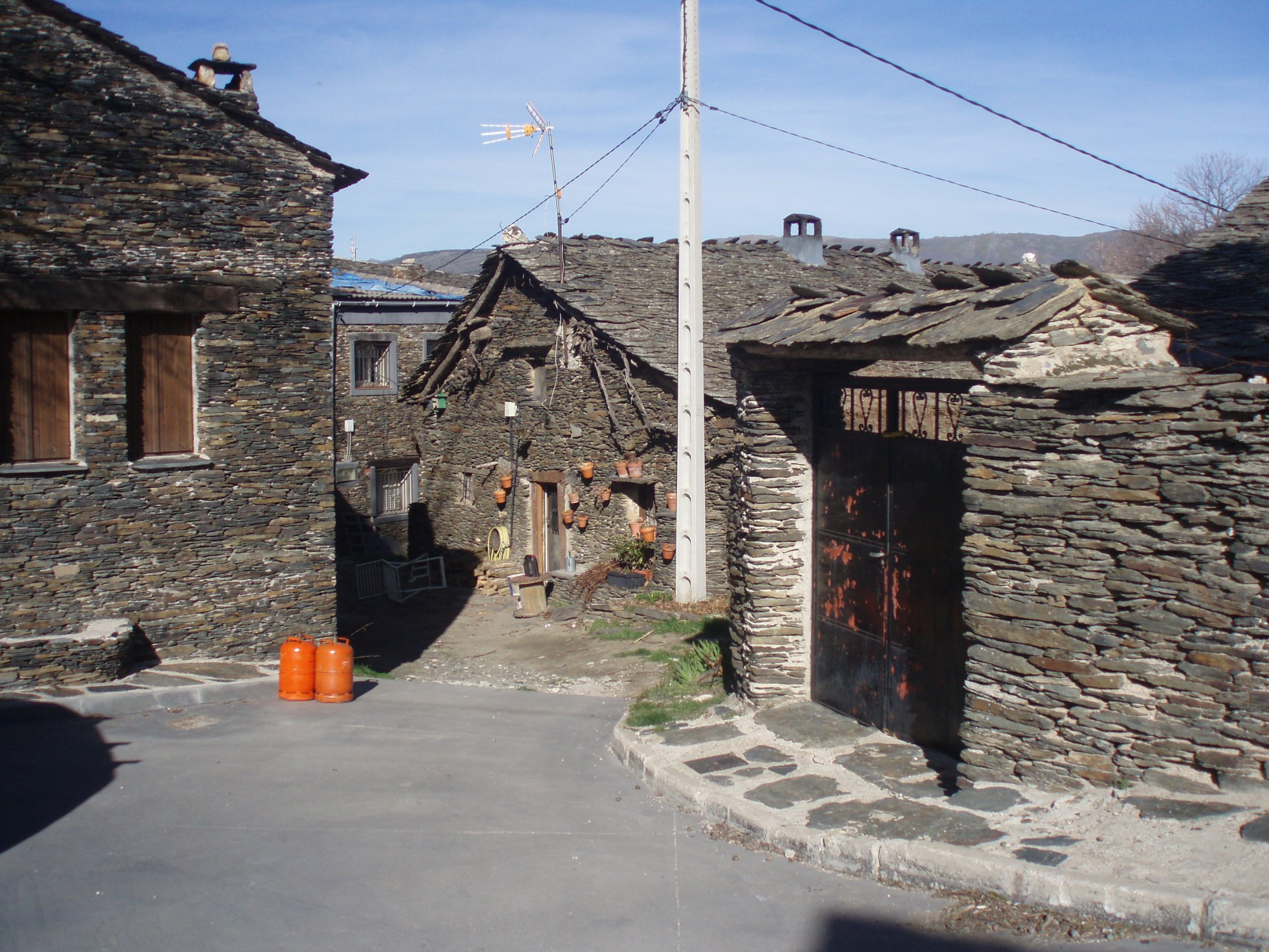
Representativa bostäder för la arquitectura negra i Majaelrayo (Guadalajara).

Svart arkitektur (spanska: Arquitectura negra) är en typ av arkitektur som använder skiffer som huvudsakligt material. Skiffer (spanska: pizarra) är en bergart med grå, violetta, blåaktiga, bruna, silver eller svartaktiga toner. Det är en teknik som traditionellt används i vissa spanska områden såsom Sierra de Ayllón, mellan Guadalajara, Segovia och Madrid, och bergskedjan Alto Rey, där god tillgång fanns på skiffer och där, på grund av osäkra kommunikationsmedlen, inget alternativt material fanns tillgängligt.
Den här typen av arkitektur är tillämplig för både bostäder och inhägnader gränsmarkeringar för jordbruk och boskap, vägar, broar, etc.
Ett genuint exempel på svart arkitektur är samhället Patones. I den övre delen – kommunen är indelad i Patones Arriba och Patones Abajo – är stenhusen är utförda i mörk skiffer. Odlingarna är avgränsade av låga murar av pizarra.
Patones Arriba deklarerades som Bien de Interés Cultural (Conjunto Historico) 1999.

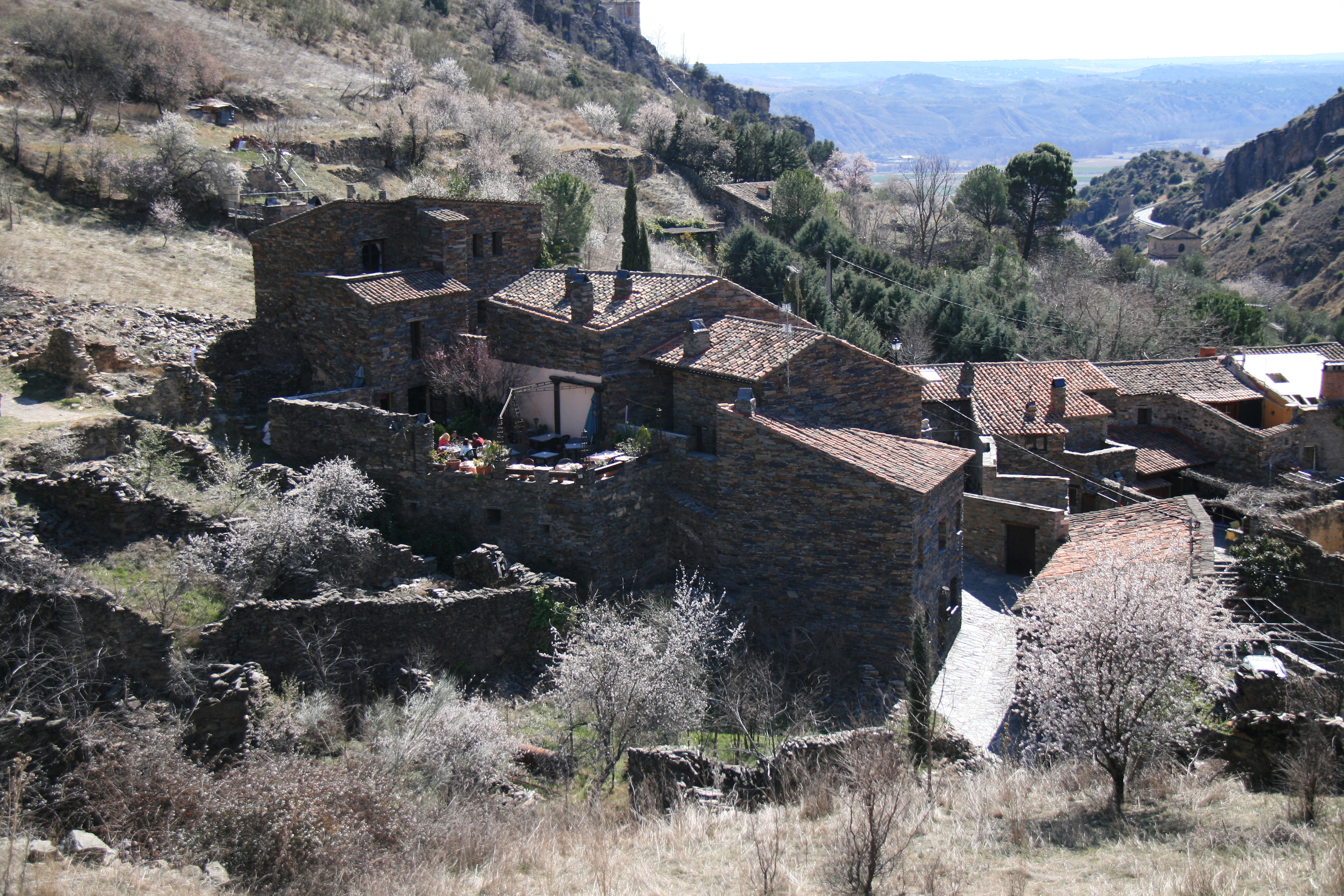
Svart arkitektur i Patones Arriba.